# Machagonahalli, Krishnarajpet
Machagonahalli là một làng thuộc tehsil Krishnarajpet, huyện Mandya, bang Karnataka, Ấn Độ.